# Macroglossum
Macroglossum is een geslacht van vlinders uit de onderfamilie Macroglossinae en de familie van de pijlstaarten (Sphingidae).

## Soorten
- M. adustum Rothschild & Jordan, 1916
- M. aesalon Mabille, 1879
- M. affictitia Butler, 1875
- M. albigutta Rothschild & Jordan, 1903
- M. albolineata Clark, 1935
- M. alcedo Boisduval, 1832
- M. alluaudi de Joannis, 1893
- M. amoenum Rothschild & Jordan, 1903
- M. aquila Boisduval, 1875
- M. arimasi Hogenes & Treadaway, 1993
- M. assimilis Swainson, 1821
- M. augarra Rothschild, 1904
- M. avicula Boisduval, 1875
- M. belis (Linnaeus, 1758)
- M. bifasciata (Butler, 1875)
- M. bombylans Boisduval, 1875
- M. buini Clark, 1926
- M. buruensis Holland, 1900
- M. caldum Jordan, 1926
- M. calescens Butler, 1882
- M. castaneum Rothschild & Jordan, 1903
- M. clemensi Cadiou, 1998
- M. corythus Walker, 1856
- M. divergens Walker, 1856
- M. doddi Clark, 1922
- M. dohertyi Rothschild, 1894
- M. eichhorni Rothschild & Jordan, 1903
- M. faro (Cramer, 1779)
- M. fritzei Rothschild & Jordan, 1903
- M. fruhstorferi Huwe, 1895
- M. fukienensis Chu & Wang, 1980
- M. glaucoptera Butler, 1875
- M. godeffroyi (Butler, 1882)
- M. gyrans (Walker, 1856)
- M. haslami Clark, 1922
- M. heliophila Boisduval, 1875
- M. hemichroma Butler, 1875
- M. hirundo Boisduval, 1832
- M. hunanensis Chu & Wang, 1980
- M. insipida Butler, 1875
- M. inwasakii Matsumura, 1921
- M. jani Hogenes & Treadaway, 1998
- M. joannisi Rothschild & Jordan, 1903
- M. kitchingi Cadiou, 1997
- M. lepidum Rothschild & Jordan, 1915
- M. limata Swinhoe, 1892
- M. marquesanum Collenette, 1935
- M. mediovitta Rothschild & Jordan, 1903
- M. meeki Rothschild & Jordan, 1903
- M. melas Rothschild & Jordan, 1903
- M. micacea Walker, 1856
- M. milvus (Boisduval, 1833)
- M. mitchellii Boisduval, 1875
- M. moecki Rutimeyer, 1969
- M. moriolum Rothschild & Jordan, 1916
- M. multifascia Rothschild & Jordan, 1903
- M. nemesis Cadiou, 1998
- M. neotroglodytus Kitching & Cadiou, 2000
- M. nigellum Rothschild & Jordan, 1916
- M. nubilum Rothschild & Jordan, 1903
- M. nycteris Kollar, 1844
- M. oceanicum Rothschild & Jordan, 1915
- M. pachycerus Rothschild & Jordan, 1903
- M. particolor Rothschild & Jordan, 1903
- M. passalus (Drury, 1773)
- M. phocinum Rothschild & Jordan, 1903
- M. piepersi Dupont, 1935
- M. poecilum Rothschild & Jordan, 1903
- M. prometheus Boisduval, 1875
- M. pyrrhosticta Butler, 1875
- M. rectans Rothschild & Jordan, 1903
- M. regulus Boisduval, 1875
- M. reithi Cadiou, 1997
- M. saga Butler, 1878
- M. schnitzleri Cadiou, 1998
- M. semifasciata Hampson, 1893
- M. sitiene Walker, 1856
- M. soror Rothschild & Jordan, 1903
- M. spilonotum Rothschild & Jordon, 1912
- M. stellatarum (Linnaeus, 1758) – Kolibrievlinder
- M. stenoxanthum Turner, 1925
- M. stevensi Clark, 1935
- M. stigma Rothschild & Jordan, 1903
- M. sylvia Boisduval, 1875
- M. tenebrosa Lucas, 1891
- M. tenimberi Clark, 1920
- M. tinnunculus Boisduval, 1875
- M. trochilus (Hübner, 1823)
- M. troglodytus Boisduval, 1875
- M. ungues Rothschild & Jordan, 1903
- M. vacillans Walker, 1865
- M. vadenberghi Hogenes, 1984
- M. variegatum Rothschild & Jordan, 1903
- M. vicinum Jordan, 1923
- M. vidua Rothschild & Jordan, 1903

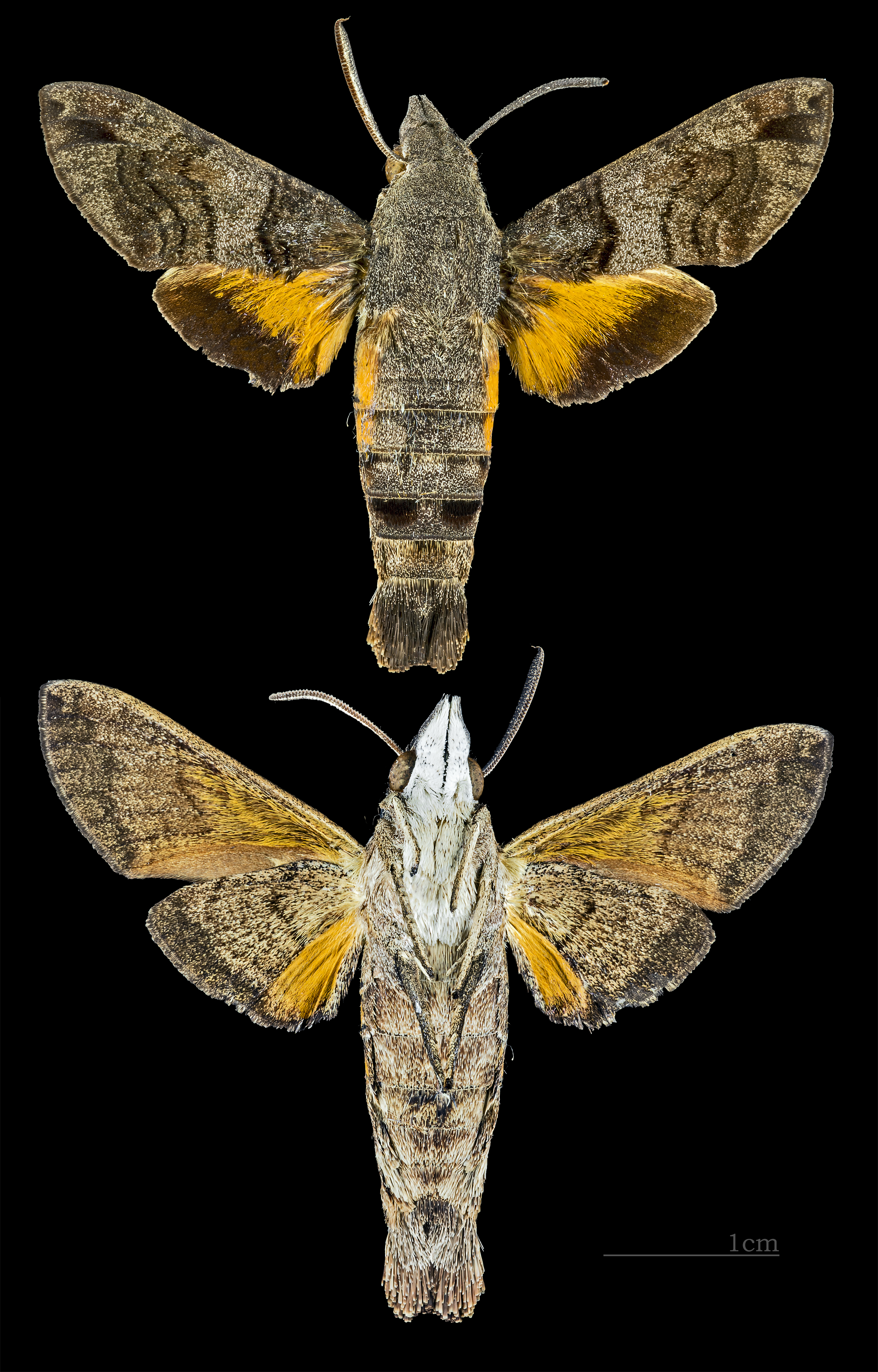
Macroglossum affictitia
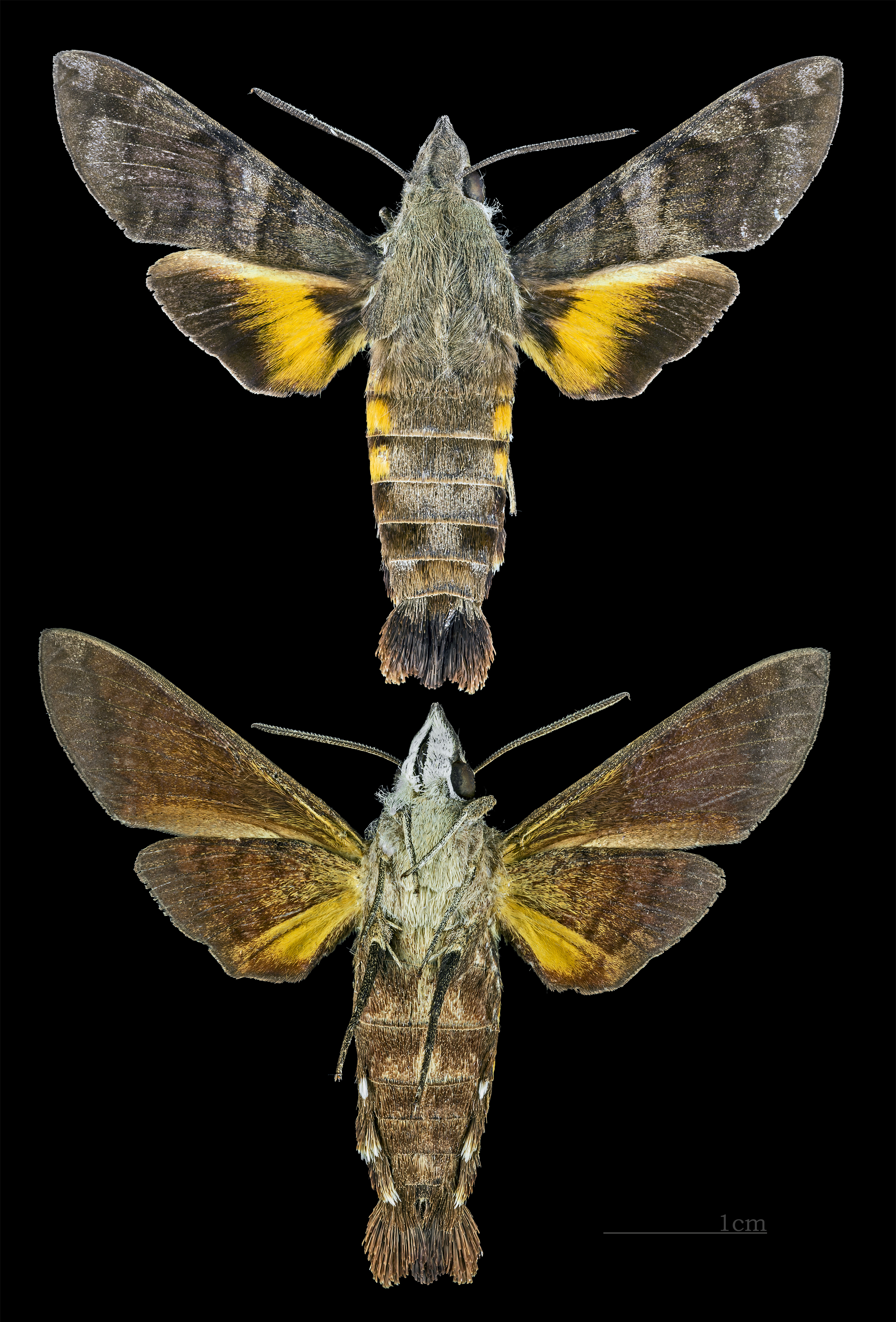
Macroglossum belis
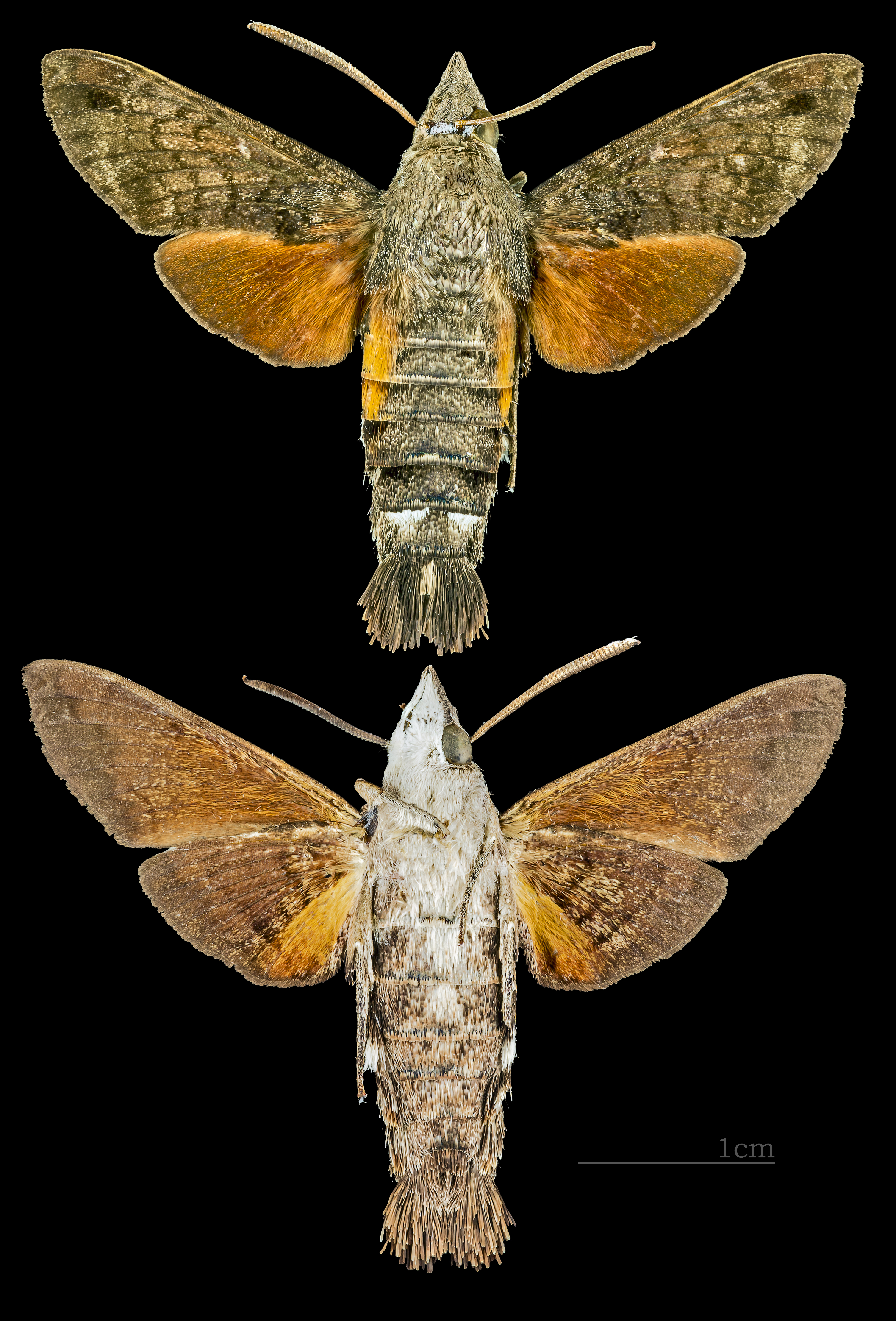
Macroglossum gyrans
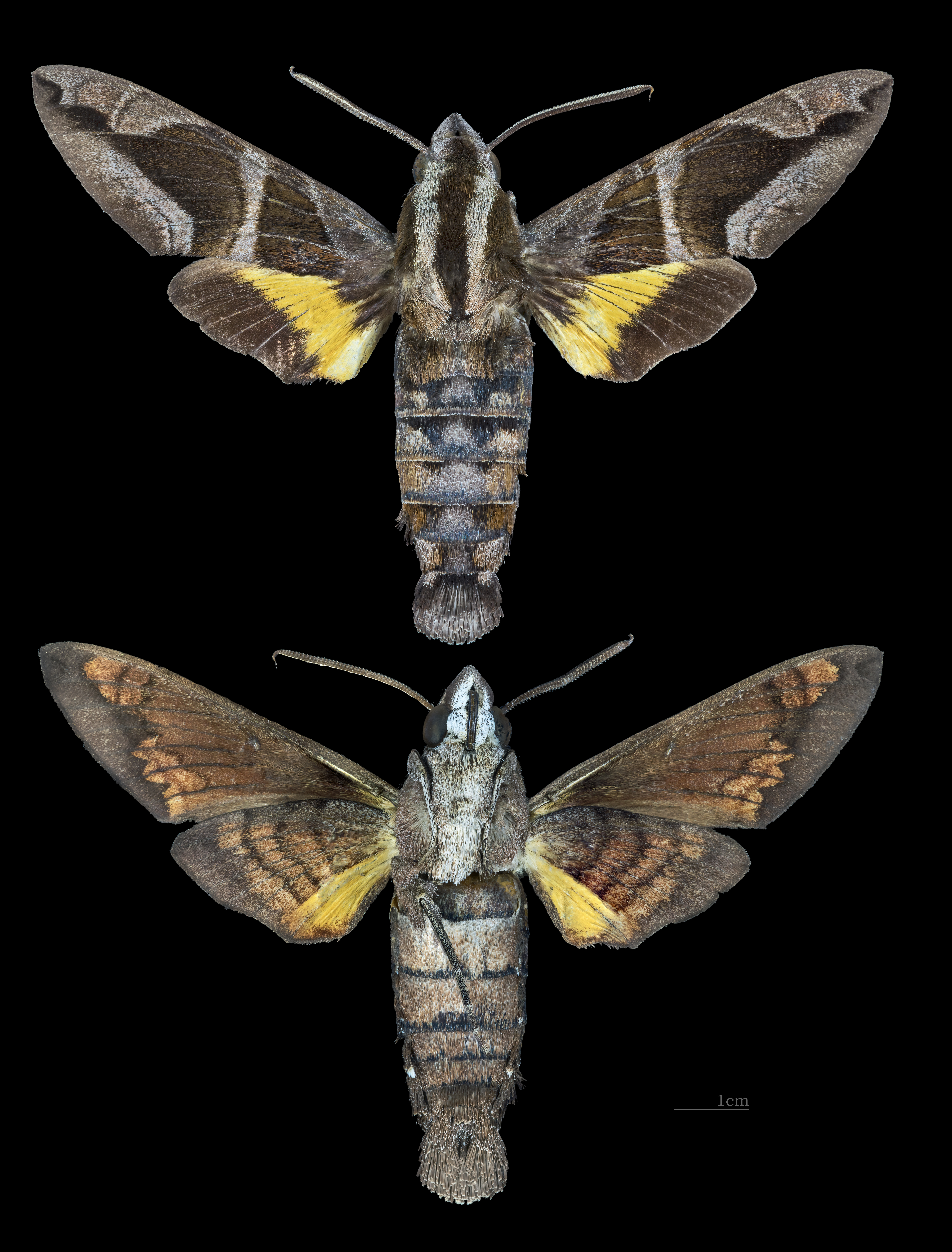
Macroglossum mitchellii
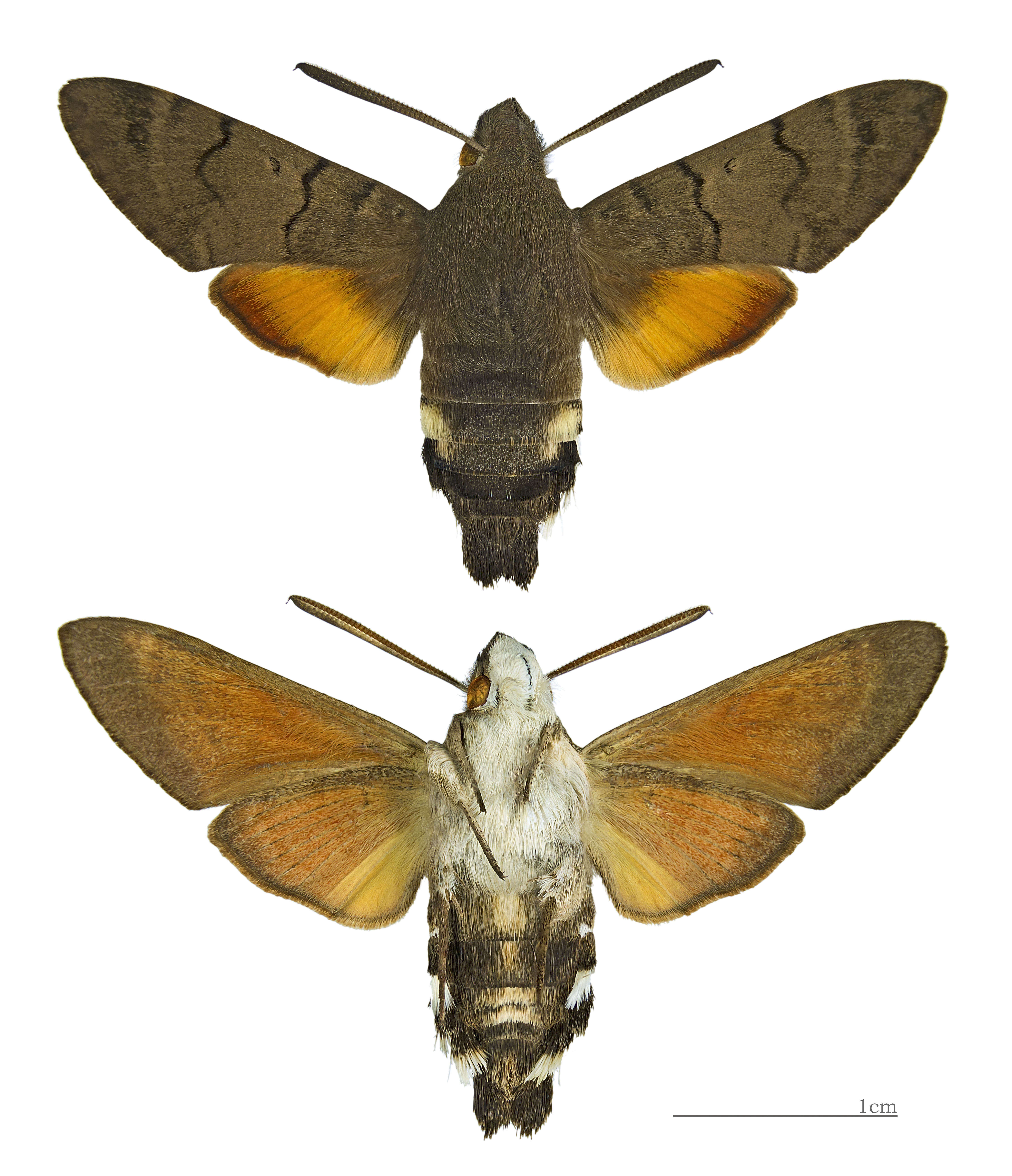
Kolibrievlinder (Macroglossum stellatarum )